# Zé Tó
Jose Antonio Ramos Rivero, más conocido como Zé Tó (Lubango, Angola, 11 de septiembre de 1977) es un futbolista angoleño con pasaporte portugués. Su demarcación en el campo es de media punta. Destaca por su capacidad de pase y visión del juego. Su último equipo fue la AD Cerro Reyes.

## Clubes
| Club                      | País     | Año       |
| ------------------------- | -------- | --------- |
| Vitória Setúbal           | Portugal | 1996-1998 |
| SL Évora                  | Portugal | 1998-1999 |
| SC Farense                | Portugal | 1999-2000 |
| Unión Deportiva Salamanca | España   | 2000-2001 |
| CD Badajoz                | España   | 2001-2003 |
| Unión Deportiva Salamanca | España   | 2003-2009 |
| AD Cerro Reyes            | España   | 2009      |